# Acacia farinosa
Acacia farinosa é uma espécie de leguminosa do gênero Acacia, pertencente à família Fabaceae.